# Unité de renseignement militaire
 (mai 2020).
L'unité de renseignement militaire (en anglais : Army Intelligence Unit, ou AIU) est une unité militaire sud-coréenne spécialisée dans les activités de renseignement.

## Présentation générale
Fondée en 1960, l'AIU a succédé au département supérieur du renseignement (en anglais : Higher Intelligence Department, ou HID), lui-même créé en 1948.
Les unités de l'AIU ont été impliquées dans la répression des mouvements d'opposition, notamment pendant le régime militaire de la Corée du Sud (voir l'article détaillé sur l'Histoire de la Corée du Sud).
Alors que le commandement militaire sud-coréen était subordonné aux États-Unis, le HID-AIU ont toujours bénéficié, par exception, d'une autonomie décisionnelle.

## Les activités d'espionnage en Corée du Nord
Le HID/AIU a également développé d'importantes activités d'espionnage en Corée du Nord, où il aurait recruté 40 000 membres depuis 1948, principalement des réfugiés nord-coréens, des prisonniers de guerre, des Nord-Coréens ayant fait défection et des "volontaires" sud-coréens, dont des personnes sans emploi, mais aussi des prisonniers ou des jeunes appartenant à des gangs. Après 1960, l'accent a été porté sur l'élévation du niveau de formation. Officiellement, plus aucun agent n'a été envoyé au Nord depuis la déclaration conjointe de 1972 entre les deux gouvernements coréens.
Au moins 7 726 agents du HID/AIU sont portés disparus en Corée du Nord, malgré le dialogue intercoréen engagé vers la réunification de la Corée depuis le sommet du 15 juin 2000 entre le président sud-coréen Kim Dae-jung et son homologue nord-coréen Kim Jong-il. Les membres et anciens membres du HID/AIU et leurs familles attendent une reconnaissance des gouvernements sud-coréen et américain.